# آرمین لاشت
آرمین لاشِت (به آلمانی: Armin Laschet؛ متولد ۱۸ فوریه ۱۹۶۱) سیاستمدار آلمانی و رئیس‌الوزرای فعلی ایالت نوردراین-وستفالن است و از ۲۷ ژوئن ۲۰۱۷ مشغول به کار در این سمت است. وی یکی از پنج قائم مقام رهبر اتحادیه دموکراتیک مسیحی آلمان (CDU) در سطح فدرال و رهبر حزب در ایالت خود است. لاشت در ۱۶ ژانویه ۲۰۲۱ به عنوان رهبر آینده اتحادیه دموکرات مسیحی آلمان برگزیده شد.